# Champigny-sur-Veude
Champigny-sur-Veude là một xã thuộc tỉnh Indre-et-Loire trong vùng Centre-Val de Loire ở miền trung nước Pháp.